# Charles-Amable Lenoir

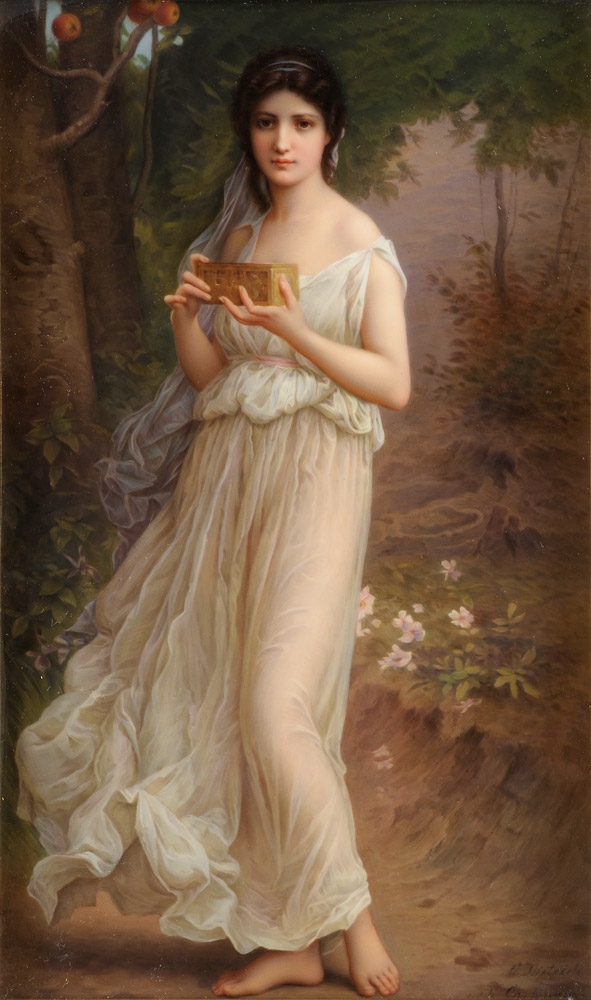
Pandora, pintura de Charles-Amable Lenoir

Charles-Amable Lenoir (22 de octubre de 1860-1 de agosto de 1926) fue un pintor francés. Como su maestro, William-Adolphe Bouguereau, fue un pintor académico, autor de retratos realistas y de escenas mitológicas y religiosas. Consiguió el Premio de Roma en dos ocasiones y fue condecorado con la Legión de Honor.

## Biografía

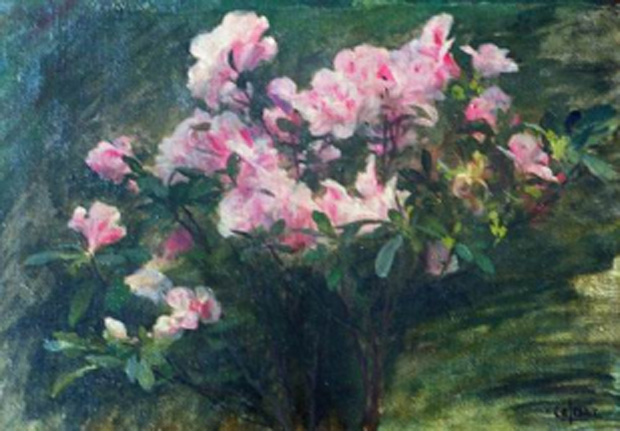
Lenoir, Charles-Amable - Azalées Étude

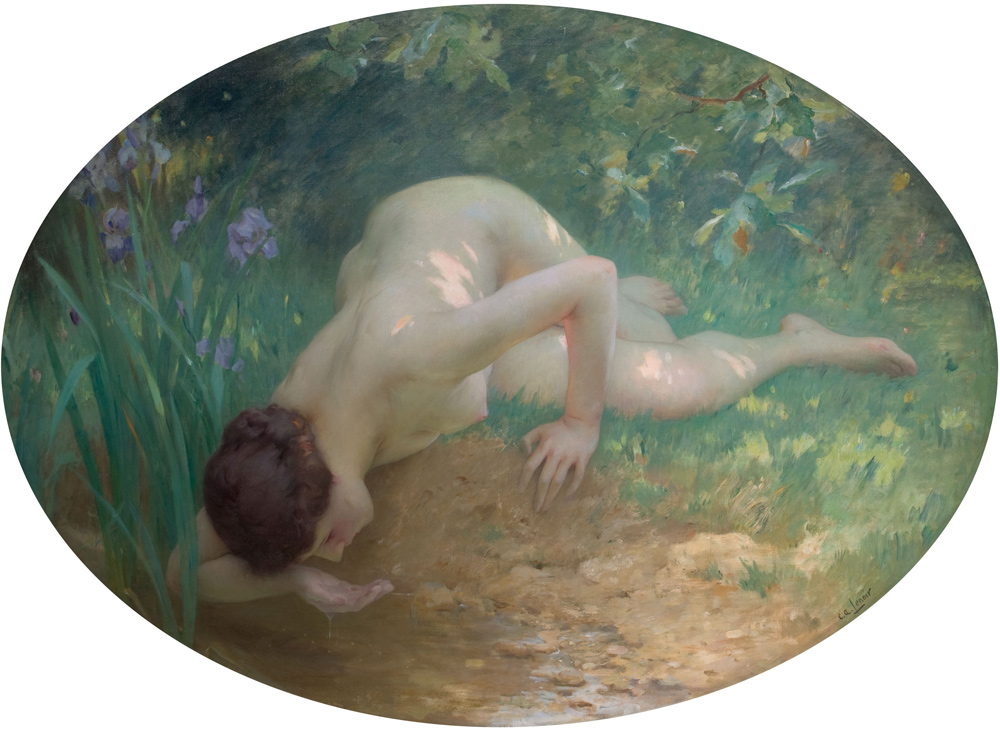
Lenoir, Charles-Amable - La Baigneuse

Nació en Châtelaillon, una pequeña población cercana a La Rochelle. Su madre era costurera y su padre aduanero. Él quería ser pintor, pero, sabiendo que su familia no iba a ayudarle, decidió dedicarse a la enseñanza y fue a La Rochelle. Terminados sus estudios, trabajó como profesor en un instituto de educación secundaria en Rochefort.
Ahorró para poder realizar su proyecto de dedicarse a la pintura y, en 1883, fue a estudiar en la Escuela de Bellas Artes de París. También fue alumno de la Académie Julian donde tuvo como profesores a William Bouguereau y a Tony Robert-Fleury. 
Su primera exposición fue en el Salón de París, en 1887, y continuó exponiendo allí hasta su muerte.  
Ganó una medalla de bronce en la Exposición Universal de París de 1900 por su obra La Calma, un retrato de su esposa, Eugénie Lucchesi.
Tenía una casa en Fouras (departamento de  Charente Marítimo), donde veraneaba. En esta localidad murió y fue enterrado, el 1 de agosto de 1926. Para honrar su memoria se le erigió un monumento en 1937.

## Galería

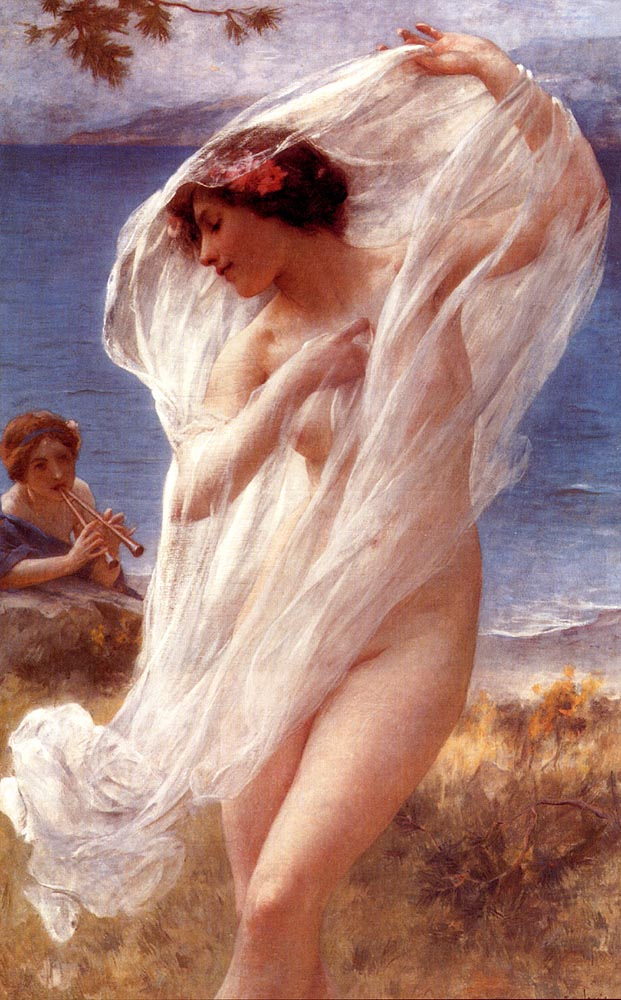
Lenoir, Charles-Amable - A Dance By The Sea
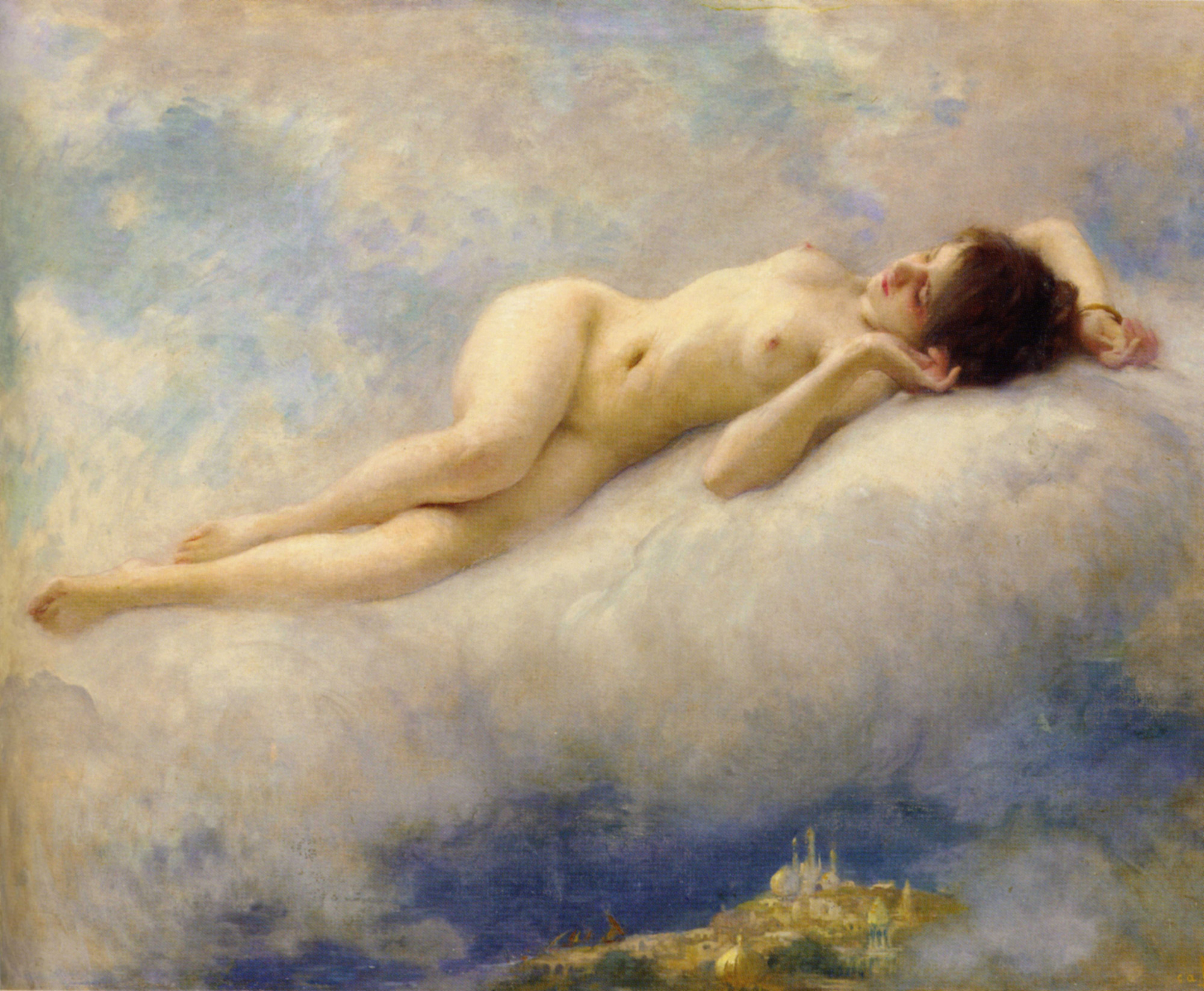
Lenoir, Charles-Amable - Rêve d'Orient - c1913
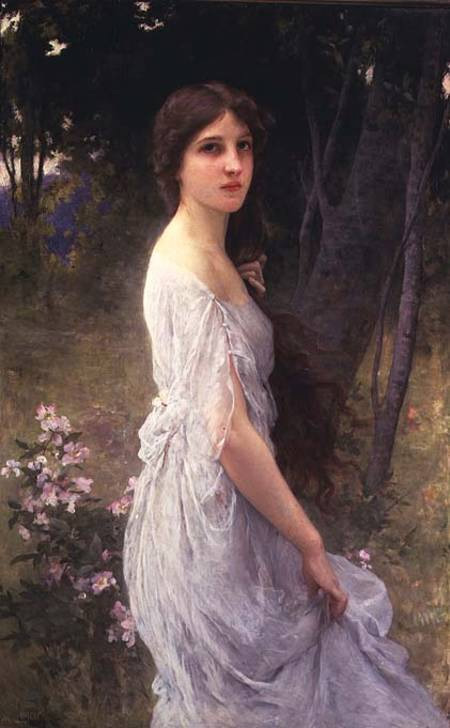
Lenoir, Charles-Amable - Springtime
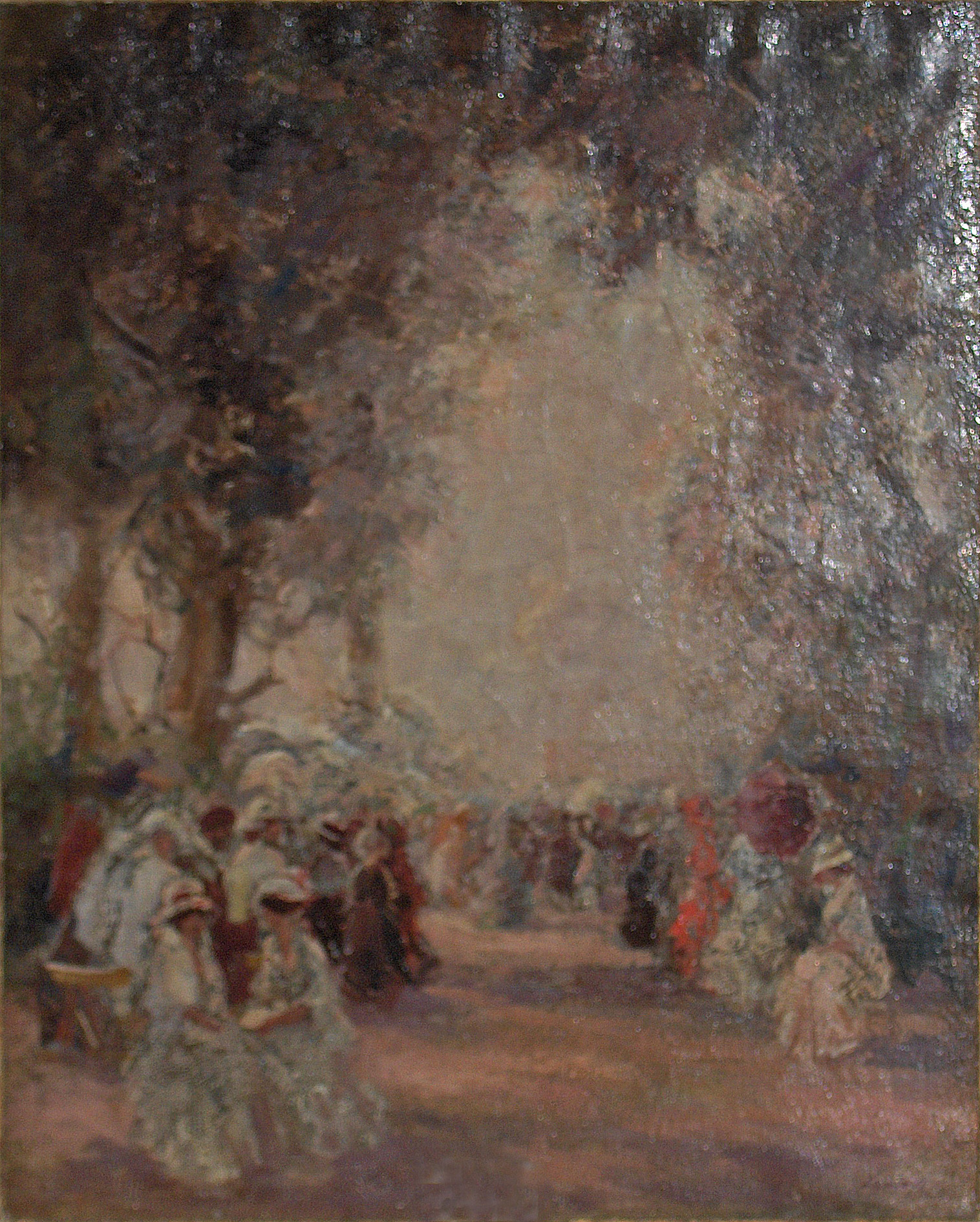
Charles Amable Lenoir
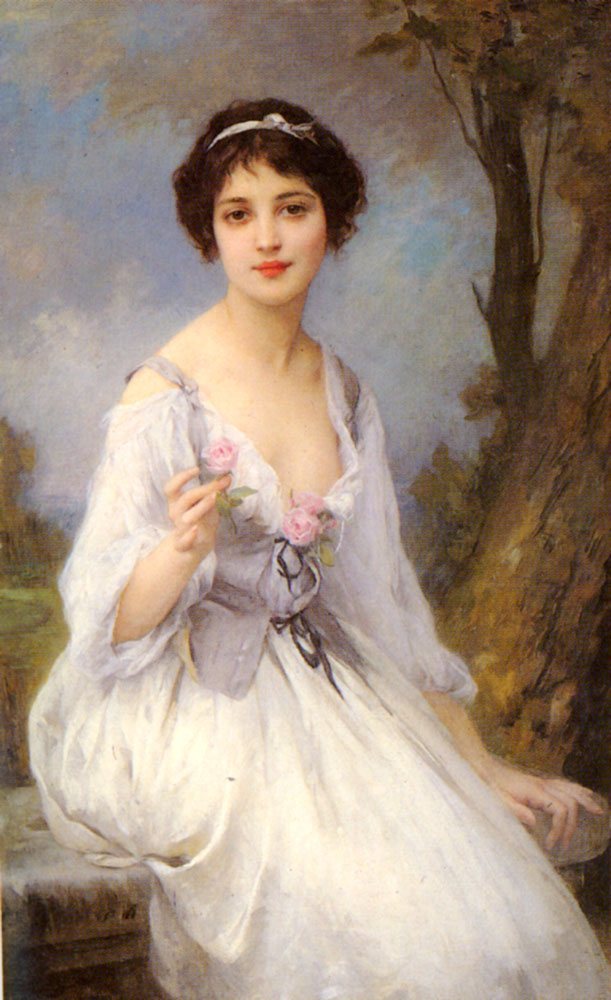
Lenoir, Charles-Amable - The Pink Rose
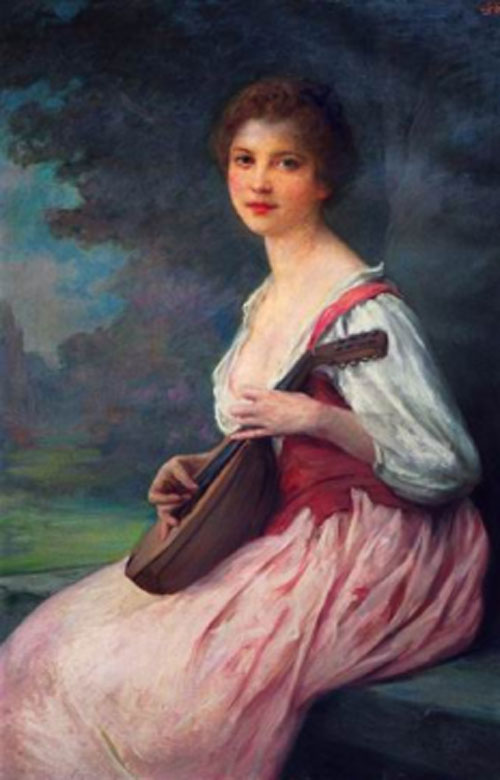
Lenoir, Charles-Amable - La mandoline
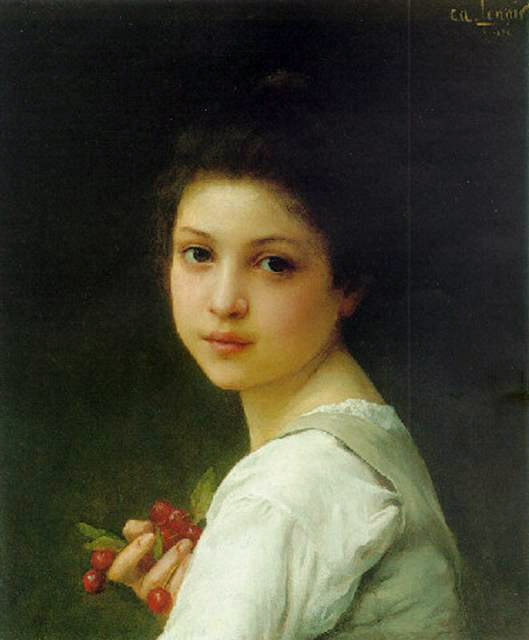
Lenoir, Charles-Amable - Portrait of a young girl with cherries
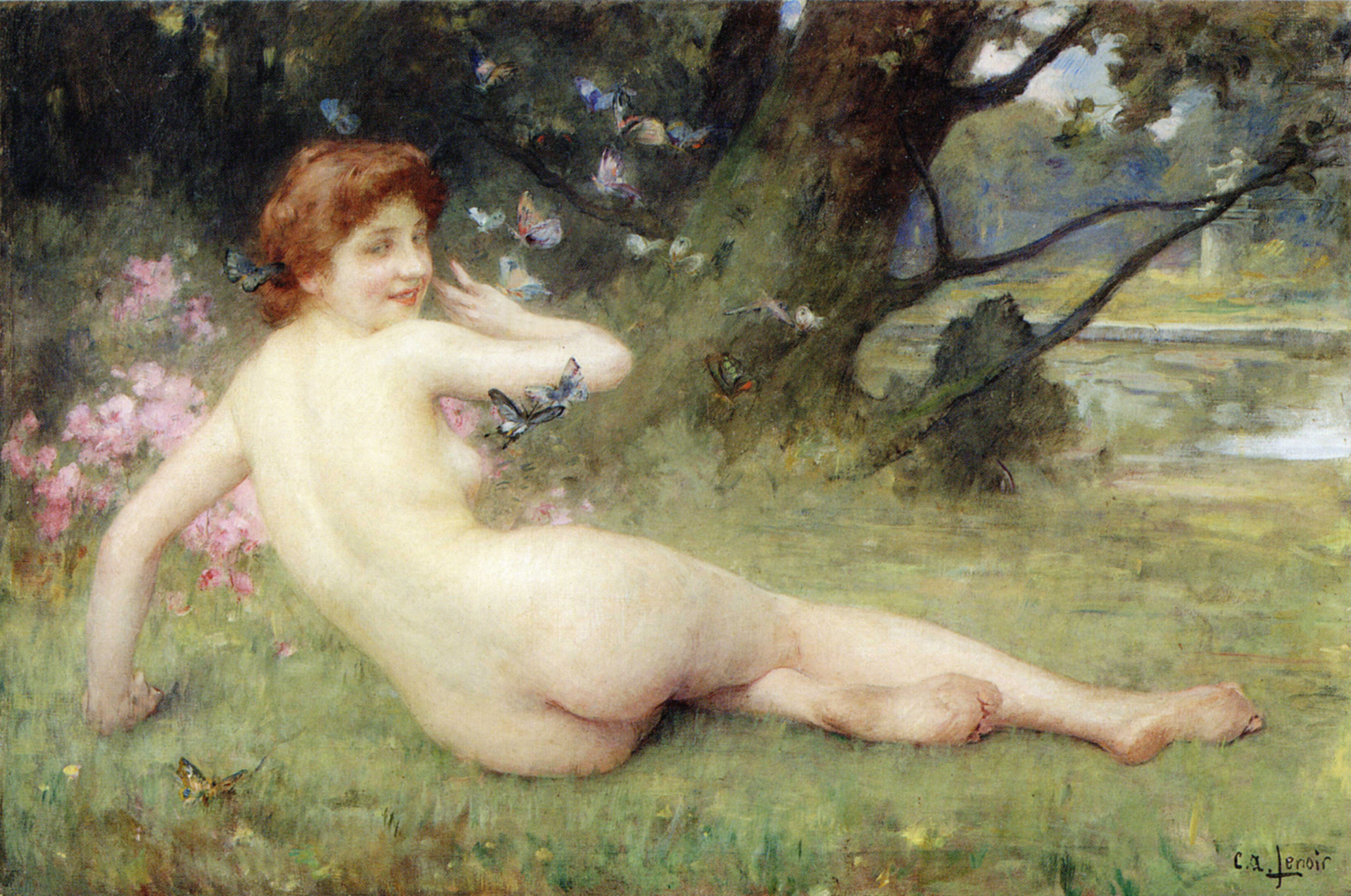
Lenoir, Charles-Amable - Springtime
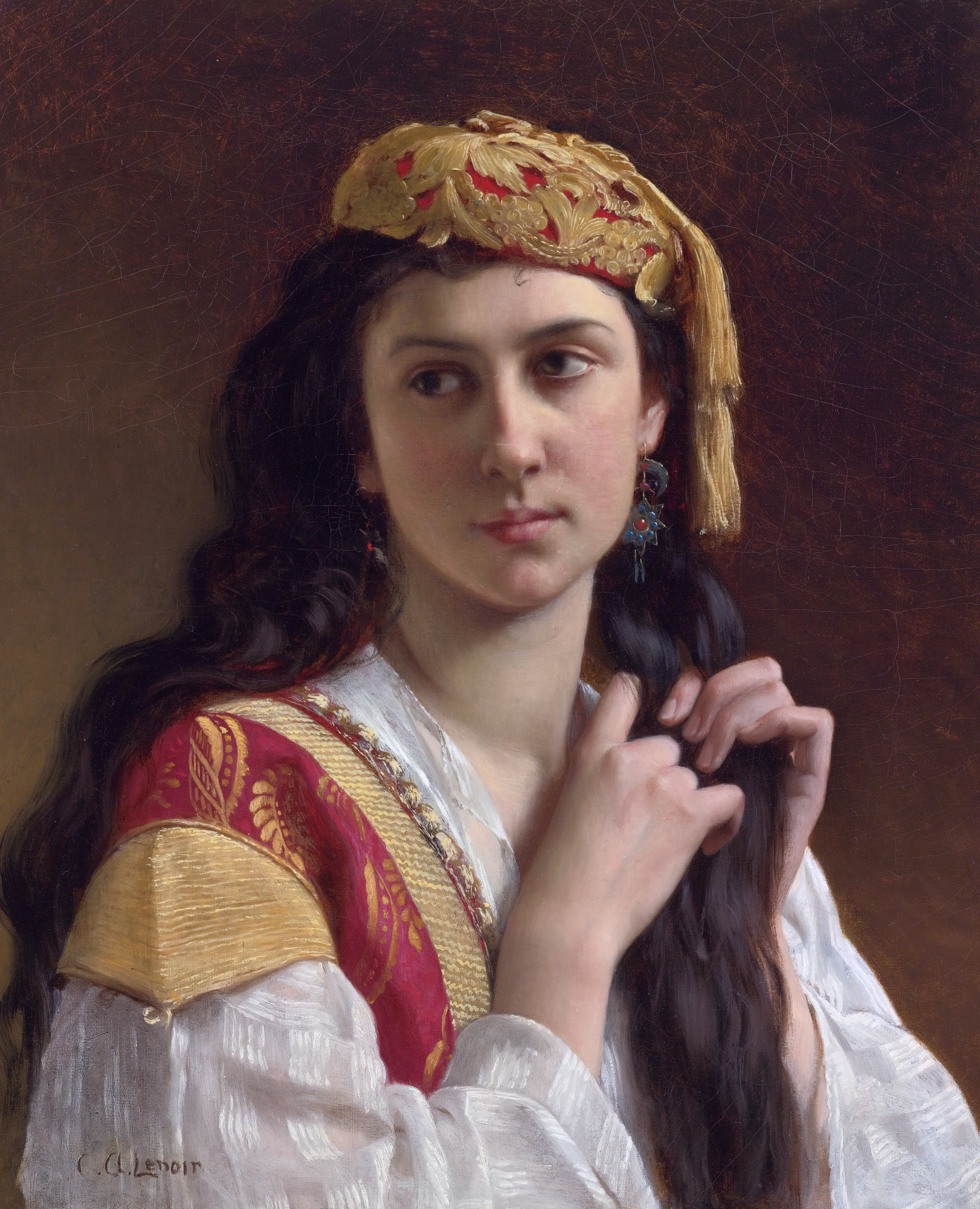
Lenoir, Charles-Amable - Jeune fille grecque
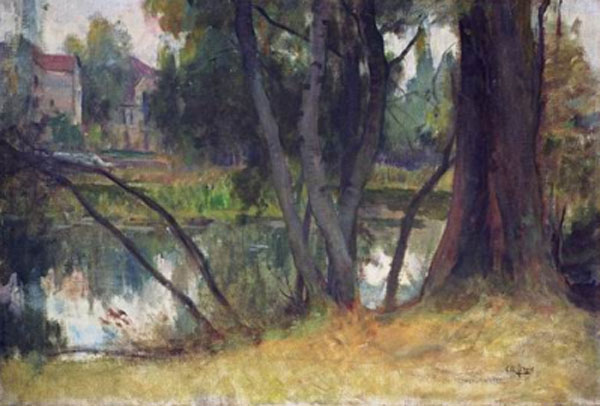
Lenoir, Charles-Amable - Paysage près de sa maison de Fouras
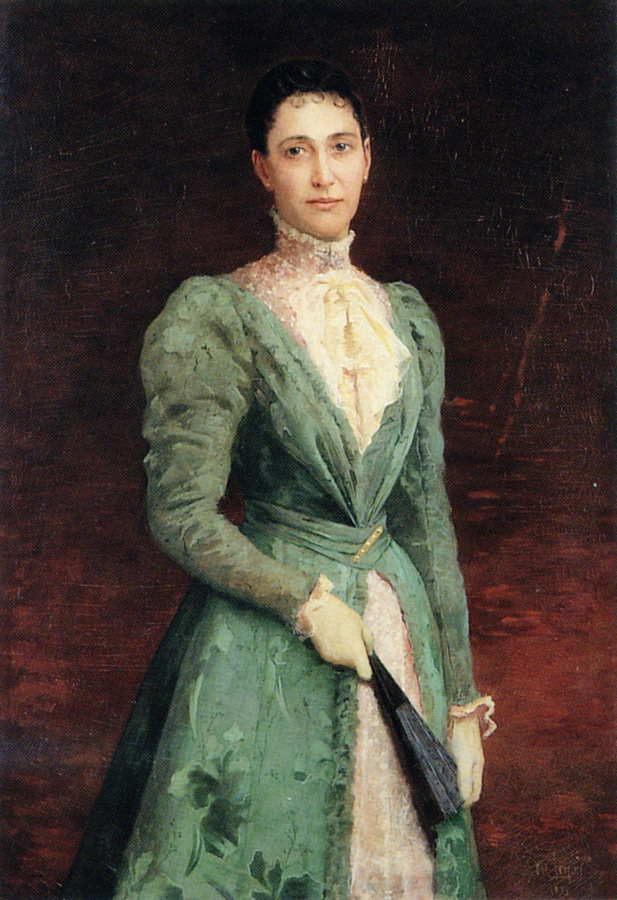
Lenoir, Charles-Amable - Elizabeth Gardener Bouguereau